# Alberto Espinoza Cerrón
Alberto Espinoza Cerrón (Huaraz, 5 de agosto de 1955) es un médico y político peruano,exalcalde de la provincia de Huaraz, capital del departamento de Áncash, para el período 2015 - 2018.

## Biografía
Nació en la ciudad de Huaraz el 5 de agosto de 1955, realizando sus estudios escolares primarios en la Institución Educativa Landauro y los secundarios en el Colegio Nacional Alfonso Ugarte en San Isidro, Lima. Realizó sus estudios en medicina en la Universidad Nacional de La Plata de Argentina entre 1973 y 1979. Entre 1983 y 2006 fue médico asistente jefe del Departamento de Sanidad de la PNP en Huaraz. Asimismo fue director de la clínica EAL desde 1994 hasta 2014.